# 清水弘子
清水 弘子（しみず　ひろこ、1977年3月15日 - ）は、千葉県出身のプロボウリング選手。JPBA第53期生。ライセンスNo.585（2021年再入会）。旧ライセンスNo.405（2005年交付、2010年退会、第38期生）。2010年～2013年までLBOのプロボウラーだった。身長158cm、血液型B型、左投げ。プロショップ「ＶＥＧＡ」所属を経て現在はフリー。用具契約はハイ、スポーツ。
かつてはBS日テレの『ボウリング革命 P★League』でも「魅惑のレフティ」のキャッチフレーズで活躍し、3回優勝した。

## 来歴・人物
ボウラーだった両親の影響で6歳からボウリングを始め、9歳でマイボールを持つ。左投げの選手だが6歳から12歳までは矯正して右投げだった。12歳の時、スイング中にボールを床についてしまい右手の指を骨折したため、元からの左投げに戻す。中学1年の時、全日本の新人戦で優勝。高校時代は国体で優勝するなど輝かしい戦歴を誇る。
20歳から28歳まで全日本ナショナルチームのエースとして活躍。1998年全日本選抜選手権優勝、軽井沢プリンスカップ優勝、1999年世界選手権4位、2002年大津プリンスカップで優勝。アマチュア時代の実績が評価され、過去に1人しかいない実技免除(2003年の板倉奈智美。その後2006年に小笹久美子、2009年に宮城鈴菜も実技免除でプロ入り)の特例で2005年にプロ入りする。
22歳の頃より母と共同で「パブ さてんどーる」を地元で経営しており、プロになった以降もボウリングが無い日は店に出て接客をこなしている。
2005年、プロ入り初年度の3戦目「六甲クィーンズ」で早くも初優勝を果たす。年間ランキング8位。
2006年、宮崎プロアマオープン優勝など6勝をあげ、獲得賞金1千万を突破するとともに、年間ランキング1位を獲得する。賞金・アベレージ・ポイントも全てで1位となり3冠女王に輝く。
2007年、DHCツアー2006/2007第4戦で優勝するなど3勝をあげ、前年に続き獲得賞金が1千万を超え2年連続でランキング1位になるとともに2年連続の3冠女王。準永久シード権獲得。
2008年、シーズン当初は体調不良で、その影響でP★Leagueで6戦連続1回戦敗退など不振が続いていたが、その後回復し、軽井沢プリンスカップ、JFEカップ2008千葉女子オープン、東海女子オープンで優勝、P★Leagueでも3度目の優勝を果たした。ポイントランキングは終盤姫路麗に逆転され2位。
2008年にC-BIC所属となり、勤務先のC-BIC千葉ポートタウン店内にプロショップ「HIRO」をオープンしていたが、C-BIC千葉ポートタウンが2009年5月31日で閉店となり、清水も5月1日付でDHC専属プロとなった。
免許を取ろうと思い、車を購入したものの、それから数年経っても運転免許を取得することはなく、結局本人が運転すること無いまま、2009年3月に一回目の車検を通した。
自身のP★League最後から二番目の出場となった第24戦では、同シリーズ唯一となる1試合で2度のファウルで1回戦敗退。次戦出場停止となったが、第25戦で片井文乃がプロテスト受験（その後合格してプロ転向）のため欠場し代理で出場も一回戦敗退。この後LBO発足にあたり副会長兼任所属選手となったため、高坂麻衣ら移籍選手とともにP★Leagueの出場権を失った。
2010年4月にJPBAを退会し日本女子ボウリング機構（LBO）にチャーターメンバーとして移籍、4月16日の第1回臨時総会で副会長に就任した。
2013年にLBO会長（3代目）に就任したが、直後に突然電話にて「年内で解散する」と告げられた事により事後処理のため奔走することになる。
LBO解散後、全く仕事が無くなってしまった清水は練習先で利用してきたVEGAアサヒボウリングセンターで採用してもらいボウリング場スタッフとして働くことができた。
2014年12月1日のボウリングWEBマガジンNAGEYO「怒涛の4年間初めと終わりのホントの話」のインタビューでLBOに移籍したいきさつと活動、解散を知らされた時の心境や解散後のことなどを語っていた。その中でLBOに移籍したことについては「後悔は全くありません」と語っている。
LBO移籍以前のJPBA時代の優勝回数は14回、公認パーフェクト1回。永久A級ライセンスも保有していた。
2020年、第53回女子プロボウラー資格取得テスト（通称プロテスト）からJPBA退会者の再受験ができるようになり再受験申請書と再受験理由書を提出して受理されたが、新型コロナウイルス感染防止対策のためプロテストが中止となり当年のJPBA復帰は叶わなかった。
2021年5月28日、第53回女子プロボウラー資格取得テストに合格、新しいライセンスナンバーはNo.585。LBO移籍からの復帰プロ第1号。なお再入会のため新人戦への出場資格は無い。同時に受験した同じくLBO移籍組だった土屋佑佳は不合格だった。
現在は「プロショップVEGA」との契約を解消しフリーでプロ活動をしている。

## LBO移籍以前の主なタイトル。
- 2005 六甲クィーンズ
- 2006 DHCツアー2005/2006第6戦、宮崎プロアマオープン、BIGBOX東大和カップ、DHCツアー2006/2007第1戦、第38回全日本選手権、MK女子チャリティ
- 2007 DHCツアー2006/2007第4戦、MK女子チャリティ、群馬オープン
- 2008 軽井沢プリンスカップ（1998年にもアマ時代に優勝経験あり）、JFEカップ2008千葉女子オープン、東海女子オープン
- 2009 ROUND1 Cup Ladies 2009

※通算14勝